# 미와촌 (시즈오카현)
미와촌(美和村)은 시즈오카현 아베군에 설치되었던 촌이다. 현재의 시즈오카시 아오이구 남서부에 해당한다.